# Teoria Alpher-Bethe-Gamov
Em cosmologia, a Teoria Alpher-Bethe-Gamov (ou αβγ paper) foi criada por Ralph Alpher, na época doutorando em física, e seu orientador George Gamov. Esse trabalho, que se tornaria o assunto da tese de doutorado de Alpher, afirmava que o Big Bang deveria criar hidrogênio, hélio e elementos mais pesados em proporções corretas para explicar sua abundância no universo primordial. Mesmo que a teoria original não tenha levado em conta um certo número de processos importantes para a formação de elementos pesados, desenvolvimentos subsequentes mostraram que a síntese nuclear do Big Bang é consistente com as restrições observadas em todos os elementos primordiais.

## O nome de Bethe
Gamov humoristicamente decidiu adicionar o nome de seu amigo - o eminente físico Hans Bethe — ao seu artigo, a fim de criar uma lista de autores na forma de um trocadilho de Alpher, Bethe, Gamov, que é uma alusão às três primeiras letras do alfabeto grego: Alpha, Beta, Gamma (α, β, γ). Em seu livro de 1952, The Creation of the Universe, Gamov explicou a associação de Hans Bethe com a teoria da seguinte maneira:
 The results of these calculations were first announced in a letter to The Physical Review, April 1, 1948.  This was signed Alpher, Bethe, and Gamow, and is often referred to as the 'alphabetical article.' It seemed unfair to the Greek alphabet to have the article signed by Alpher and Gamow only, and so the name of Dr. Hans A. Bethe (in absentia) was inserted in preparing the manuscript for print.  Dr. Bethe, who received a copy of the manuscript, did not object, and, as a matter of fact, was quite helpful in subsequent discussions.  There was, however, a rumor that later, when the alpha, beta, gamma theory went temporarily on the rocks, Dr. Bethe seriously considered changing his name to Zacharias. 
 O resultado desses cálculos foram anunciados primeiramente em uma carta ao The Physical Review, dia 1 de abril de 1948. Ela era assinada por Alpher, Bethe e Gamov, e é referenciada frequentemente como o 'artigo alfabético.' Parecia ser injusto ao alfabeto grego ter o artigo assinado somente por Alpher e Gamov, e assim o nome do Dr. Hans A. Bethe (in absentia) foi acrescentado durante a preparação da impressão do manuscrito. Dr. Bethe, que recebeu uma cópia do manuscrito, não fez nenhuma objeção, e, na verdade, foi de uma ajuda preciosa nas discussões subsequentes. Houve, no entanto, um rumor que o Dr. Bethe considerou seriamente trocar seu nome para Zacharias quando a teoria alpha, beta e gamma foi posta de lado temporariamente. 
 The close fit of the calculated curve and the observed abundances is shown in Fig. 15, which represents the results of later calculations carried out on the electronic computer of the National Bureau of Standards by Ralph Alpher and R. C. Herman (who stubbornly refuses to change his name to Delter.) 
 A concordância da curva calculada com a abundância observada é mostrada na fig. 15, que representa os resultados de cálculos posteriores efetuadas pelo computador eletrônico do National Bureau of Standards por Ralph Alpher e C. Herman (que recusa categoricamente trocar seu nome para Delter.)
Depois disso Bethe não trabalhou na nucleossíntese do Big Bang.
Alpher, na época um simples estudante de graduação, ficou extremamente irritado com a inclusão do nome de Bethe no artigo. Ele achou que a inclusão de outro físico eminente iria obscurecer sua contribuição pessoal ao artigo e impedi-lo de receber os devidos créditos e reconhecimento por tão importante descoberta. Até hoje ele expressa ressentimento a respeito da decisão de Gamov.

## Principal conclusão
A teoria propunha originalmente que todos os núcleos atômicos são produzidos pela sucessiva captura de nêutrons , uma unidade de massa de cada vez. No entanto, estudos posteriores colocaram em questão a universalidade da teoria de captura sucessiva. Não foi encontrado nenhum elemento com um isótopo estável de massa atômica cinco ou oito. Os físicos logo se deram conta que essas brechas de massa impediriam a produção de elementos além do hélio. Da mesma maneira que é impossível subir uma escada um degrau de cada vez quando um dos degraus está faltando, essa descoberta significava que a teoria de captura sucessiva não podia explicar a existência de elementos pesados.
Eventualmente foi descoberto que a maior parte dos elementos pesados existentes no universo são o resultado de nucleossíntese estelar, uma teoria em grande parte desenvolvida por Bethe e Fred Hoyle.
No entanto, a teoria Alpher-Bethe-Gamow explica corretamente a relativa abundância de isótopos do hidrogênio e hélio. Somados, eles representam mais de 99% da massa de bárions do universo. Atualmente, considera-se amplamente que a nucleossíntese aconteceu em dois estágios: formação do hidrogênio e hélio de acordo com a teoria Alpher-Bethe-Gamov, e nucleossíntese estelar de elementos mais pesados, segundo a teoria de Bethe.